# Dušan Kuciak
Dušan Kuciak (* 21. května 1985 Žilina) je slovenský profesionální fotbalový brankář, který od ledna 2017 působí v polském klubu Lechia Gdańsk.
Účastník Mistrovství světa 2010 v Jihoafrické republice. Byl ohodnocen jako nejlepší legionář polské Ekstraklasy za rok 2013 a nejlepší brankář sezony 2013/14.
Mimo Slovensko působil na klubové úrovni v Anglii, Rumunsku a Polsku.

## Klubová kariéra
Po přestupu z Trenčína do MŠK Žilina zde působil 5 roků a vyhrál s klubem ligový titul v sezóně 2006/07. O jeho služby měl zájem řecký klub AEK Atény, ale hráč se rozhodl zůstat v Žilině. V červnu 2008 podepsal tříletou smlouvu s rumunským klubem FC Vaslui, kde podával výborné výkony, které ho vynesly po určité časové proluce zpět do slovenského národního týmu.
S polským klubem Legia Warszawa získal v sezóně 2011/12 polský fotbalový pohár, ve finále vychytal vítězství 3:0 proti týmu Ruch Chorzów, za něhož nastoupil v bráně jeho krajan Michal Peškovič. V sezóně 2012/13 získal s klubem titul v Ekstraklase a obhájil vítězství v polském poháru (čili získal tzv. double). V sezóně 2013/14 odchytal zápasy Legie v předkolech Ligy mistrů, Legia byla vyřazena v play-off předkole po výsledcích 1:1 venku a 2:2 doma rumunským mistrem Steauou București (kvalifikovala se však automaticky do základní skupiny Evropské ligy). Sezonu 2013/14 zakončil obhajobou ligového titulu.
V sezoně 2014/15 měl s Legií našlápnuto do play-off předkola Ligy mistrů UEFA po vítězstvích nad skotským Celtic FC 4:1 doma a 2:0 venku, nicméně UEFA potrestala kontumací klub za administrativní chybu (neoprávněný start hráče Bartosze Bereszynského v závěru odvetného utkání) a Legia tak přišla o možnost zabojovat o základní skupinu LM. Místo toho se představila ve 4. předkole Evropské ligy 2014/15 proti kazašskému FK Aktobe a s Kuciakem v bráně Aktobe dvakrát porazila a postoupila do základní skupiny. V sezóně 2014/15 vyhrál s klubem polský fotbalový pohár.
V roce 2015 odmítl nabídku na prodloužení smlouvy v Legii a v závěru ledna 2016 přestoupil do anglického klubu Hull City AFC, tou dobou vedoucího týmu anglické druhé ligy (Football League Championship). Hull City postoupil do Premier League 2016/17, Kuciak ale téměř vůbec nechytal. V září 2016 vyslovil nespokojenost se svou pozicí v mužstvu: „Nevím, proč mě Hull City kupoval.“ V Hullu odchytal pouze jedno utkání EFL Cupu.
V únoru 2017 přestoupil z Hullu City do polské Lechie Gdańsk (zadarmo). Dostal dres s číslem 1.

## Reprezentační kariéra
V A-mužstvu Slovenska debutoval 10. prosince 2006 v Abú Dhabí v přátelském utkání proti domácí reprezentaci Spojených arabských emirátů. Kuciak odchytal druhý poločas, zápas skončil vítězstvím Slovenska 2:1.
Trenér Vladimír Weiss jej nominoval na Mistrovství světa 2010 v Jihoafrické republice, kde Slovensko vypadlo po prohře 1:2 v osmifinále s pozdějším vicemistrem Nizozemskem. Nezasáhl však ani do jednoho utkání na šampionátu, plnil roli třetího brankáře.
Dne 14. listopadu 2012 odchytal přátelské utkání v Olomouci proti České republice. Slovenský národní tým prohrál 0:3. 6. února 2013 nastoupil v Bruggách proti domácí Belgii. Slovensko sahalo po remíze, ale nakonec utkání prohrálo 1:2 gólem z 90. minuty. V březnu 2013 rovněž figuroval v nominaci slovenského národního týmu pro kvalifikační zápas s Litvou (22. března) a přátelské utkání se Švédskem (26. března, oba zápasy měly dějiště v Žilině na stadiónu Pod Dubňom). Odchytal pouze zápas proti Litvě, který skončil remízou 1:1. Svůj desátý a zatím poslední zápas v reprezentačním A-mužstvu odchytal 7. června 2013 ve Vaduzu proti Lichtenštejnsku, šlo o kvalifikační utkání na MS 2014 (remíza 1:1).

### Reprezentační zápasy a góly

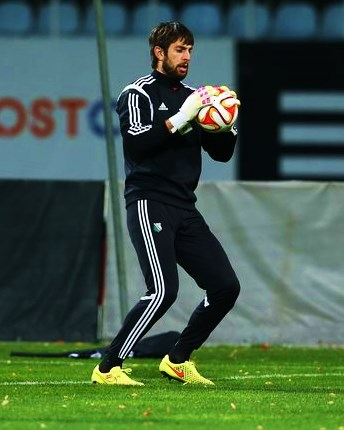
Dušan Kuciak v roce 2014

Zápasy Dušana Kuciaka za A-mužstvo Slovenska
| Rok    | Zápasy | Góly |
| ------ | ------ | ---- |
| 2006   | 1      | 0    |
| 2007   | 1      | 0    |
| 2010   | 1      | 0    |
| 2012   | 4      | 0    |
| 2013   | 3      | 0    |
| 2020   | 1      | 0    |
| 2021   | 3      | 0    |
| Celkem | 14     | 0    |

## Osobní život
Jeho bratrem je Martin Kuciak, rovněž fotbalový brankář.